# Auftauboden

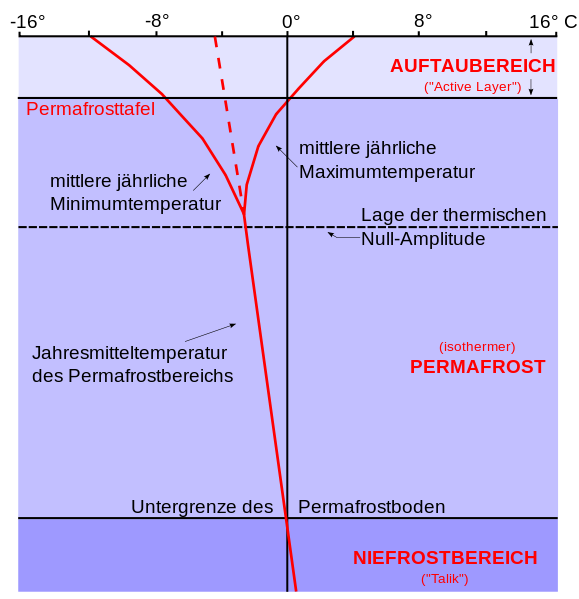
Temperaturprofil des Permafrostbodens

Auftauboden wird eine im Sommer jeweils aufgetaute oberste Schicht über Permafrost genannt, die im nachfolgenden Winter wiederum gefriert (englisch daher „active layer“). Die jährlichen Auftau- und Gefrierprozesse führen oft zu Frostmusterböden und sind Gegenstand der periglazialen Geomorphologie. Häufig ist der Auftauboden so stark mit Feuchtigkeit getränkt, dass es zur Solifluktion oder zur Kryoturbation kommt.

## Vorkommen in Polargebieten und Hochgebirgen
Im Sommer taut der Auftauboden über dem Permafrost in unterschiedlicher Mächtigkeit auf, abhängig vom Boden- und Gesteinsmaterial und von der Zusammensetzung der Vegetationsdecke. In gebirgigem Gelände ist die Mächtigkeit stark abhängig von der Hangneigung und der Exposition. So beträgt die Mächtigkeit des Auftaubodens in den Hochgebirgen der Nordhemisphäre (Alpen oder Skanden) in schattigen, nordexponierten Lagen oft nur 10 cm, auf dem gegenüberliegenden, südexponierten Hang durchaus 2 Meter.
Die Mächtigkeit des Auftaubodens beträgt in strahlungsarmen, nebelreichen Küstengebieten der Arktis meist nur wenige Dezimeter, und erreicht selbst in kontinentalen, strahlungsreichen und somit im Sommer sehr warmen Gebieten nur selten eine Mächtigkeit von 2,5 Meter.

## Mächtigkeit des Auftaubodens
Die Mächtigkeit des Auftaubodens wird durch eine Grabung oder Rammsondierung festgestellt. Um die Mächtigkeiten über größere Gebiete hinweg zu kartieren, werden Verfahren der angewandten Geophysik eingesetzt, insbesondere die Refraktionsseismik und die Geoelektrik.
Ebenso werden durch kontinuierliche Messungen der Bodentemperaturen mit Datenloggern in Bohrlöchern die Mächtigkeit der Auftauschicht festgestellt. Durch eine Kombination dieser Methoden gelang es schon Ende der 1970er-Jahre, die Verbreitung von Permafrost und die Mächtigkeit des Auftaubodens in den Skandinavischen Gebirgen regional zu kartieren.

## Eigenschaften, Sonderfälle
In den feuchten Niedermooren in der Nähe von Gewässern erwärmt sich das stehende Wasser stark, der Auftauboden erreicht dann oft Mächtigkeiten von über zwei Metern. Diese Gebiete sind im Sommer nicht begehbar oder befahrbar. Die Zeit hoher Aktivität für Arbeiten wie Tagebau, Erdöl- und Erdgasprospektion in Sibirien, der kanadischen Arktis oder in Alaska ist ausschließlich im Winterhalbjahr bei dann gefrorenem Untergrund.
In niederschlagsarmen, ebenen Gebieten mit Mooren können sich Palsas bilden. Der Auftauboden beträgt auch zu Ende eines heißen Sommers nur wenige Dezimeter. Mit einem Spatenstich durch den ausgetrockneten, als Isolator wirkenden Torf wird darunter der Permafrost aus gefrorenem Torf mit Eislinsen sichtbar. Zahlreiche Publikationen über Palsas vor allem in Lappland wurden von Matti Seppälä (1941–2020) veröffentlicht.
Auch Blockgletscher sind ein Sonderfall. Direkt unter der grobblockigen, oft über zwei Meter mächtigen Decke befindet sich der eisreiche Schutt des Dauerfrostbodens.

## Bedeutung, Veränderungen durch Klimawandel
Als Folge der Klimaänderung steigen auch die Bodentemperaturen an, und der Auftauboden nimmt an Mächtigkeit zu. Dies kann zu Problemen bei der Stabilität von Bauwerken führen Aber auch Hangrutschungen können durch eine Zunahme der Mächtigkeit des Auftaubodens vermehrt auftreten.